# Ledvinka (zavazadlo)

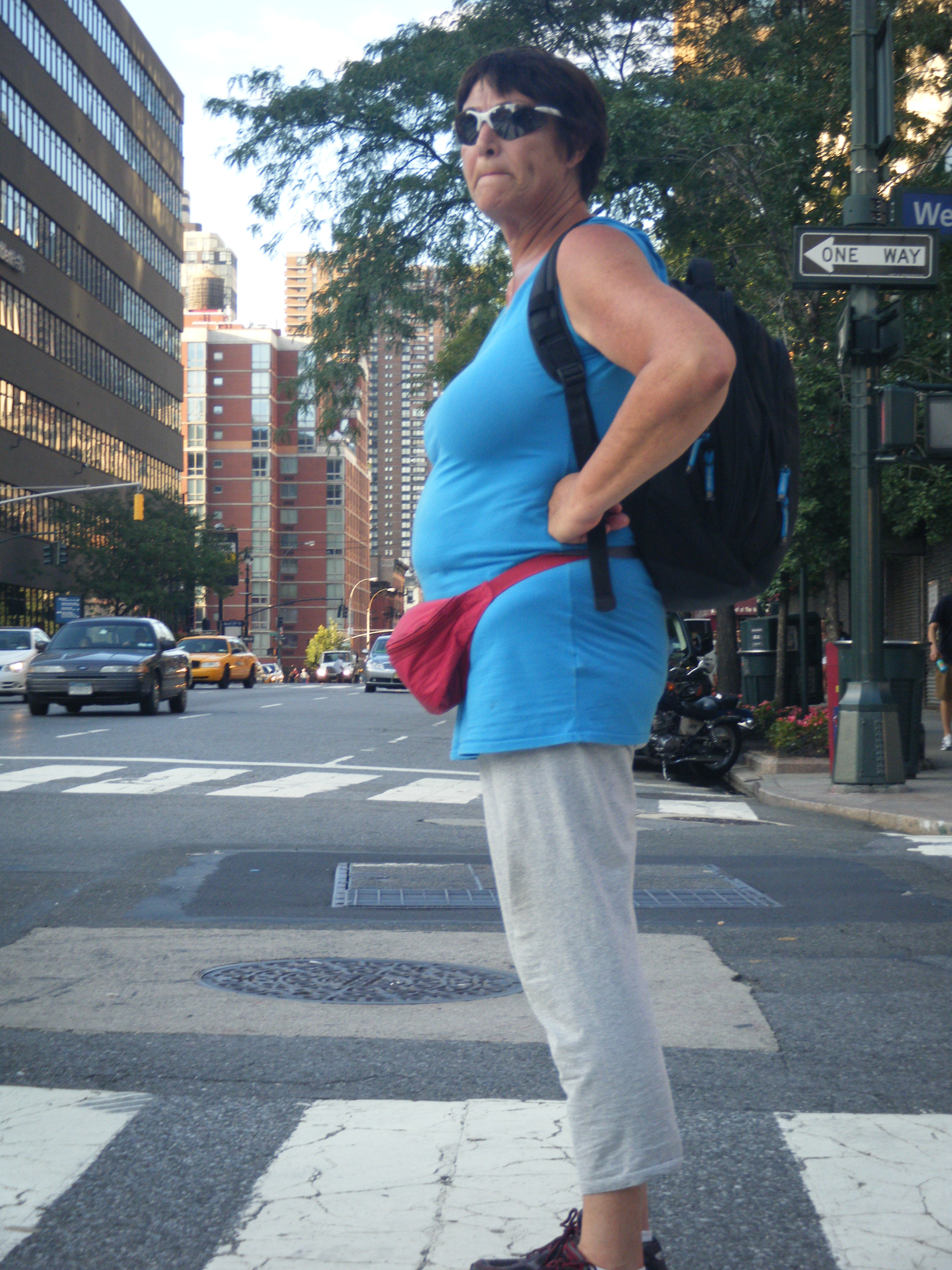
Žena s ledvinkou v New Yorku

Ledvinka je malé zavazadlo zajištěné zipem. Nosí se kolem boků, na rameni nebo kolem pasu.
Ledvinka dosáhla vrcholu popularity v 80. a na začátku 90. let 20. století. V současné době je v Česku ledvinka dávána jako vzor českého nevkusu. V zahraničí ovšem zažívá ledvinka návrat.